# Inferno (1999)
Inferno (ook bekend als Desert Heat) is een Amerikaanse actiefilm uit 1999 onder regie van John G. Avildsen. 

## Verhaal
Eddie Lomax is een ervaren soldaat die bij een incident met een groep boeven zijn motor verliest en in elkaar geslagen wordt, waardoor hij halfdood in de woestijn achterblijft. Deze gebeurtenis wekt in Eddie een groot verlangen naar wraak, waarbij hij zal worden geholpen door de inwoners van een half verlaten stad genaamd Inferno.

## Rolverdeling
| Acteur                | Personage       |
| --------------------- | --------------- |
| Jean-Claude Van Damme | Eddie Lomax     |
| Danny Trejo           | Johnny Sixtoes  |
| Pat Morita            | Jubal Early     |
| Gabrielle Fitzpatrick | Rhonda Reynolds |
| Larry Drake           | Ramsey Hogan    |
| Vincent Schiavelli    | Mr. Singh       |
| David "Shark" Fralick | Matt Hogan      |
| Silas Weir Mitchell   | Jesse Hogan     |
| Jonathan Avildsen     | Petey Hogan     |
| Lee Tergesen          | Luke            |
| Jaime Pressly         | Dottie Matthews |
| Bill Erwin            | Eli Hamilton    |
| Ford Rainey           | Pop Reynolds    |
| Kevin West            | Vern            |